# Schimmelkäse

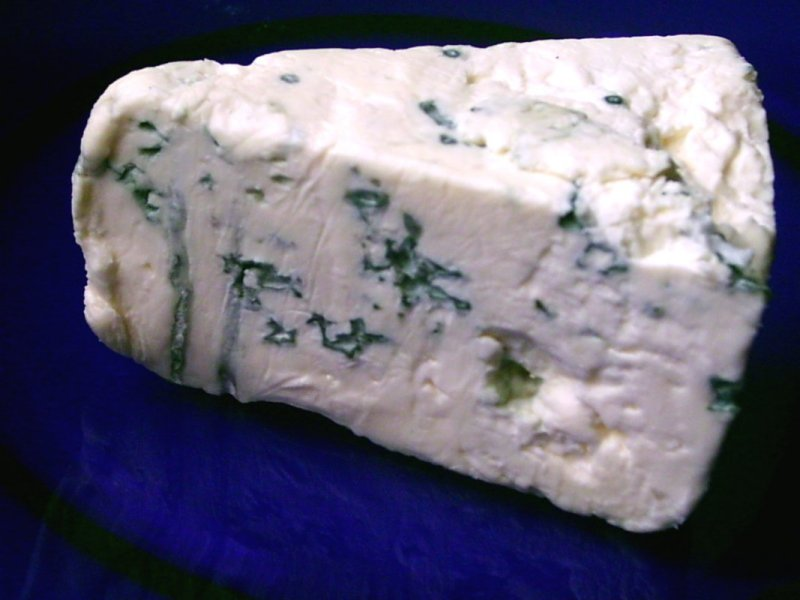
Bayerischer Blauschimmelkäse

Schimmelkäse ist Käse, dessen Geschmack, Konsistenz und Aussehen maßgeblich durch Wachstum eines gezielt applizierten Edelschimmels bestimmt ist.
Im engeren Sinn spricht man bei solchen Käsen von Schimmelkäse, wo auch im Käse Schimmel wächst (z. B. Roquefort): Käsesorten, wo nur an der Oberfläche Schimmel wächst, werden als Oberflächenschimmelkäse bezeichnet (z. B. Camembert).
Von den 130.000 Pilzarten sind nur wenige milchwirtschaftlich nutzbar und für die Herstellung von Käse als Reifungsorganismen geeignet. Von schädlichen Kulturen unterscheidet diese milchwirtschaftlich genutzten Pilzarten die Tatsache, dass sie dem Käse lediglich ihre spezifischen Aromen verleihen, jedoch für den menschlichen Organismus völlig harmlos sind. Sie zählen daher zu den Edelpilzen und werden als besonders wertvoll eingestuft. Um die Bildung von Schimmel zu fördern, werden bestimmte Käsearten während des Reifeprozesses mit breiten Nadeln pikiert, also gestochen, damit durch die entstandenen Nadelkanäle Sauerstoff in den Käse dringen kann und die Schimmelbildung fördert und beschleunigt.
Insbesondere die Gruppe der Grün- und Blauschimmelkäse gilt als edelste Kultur, sie wurde von den Herkunftsländern auch stets als "königliche Klasse" dargestellt. Beispiele sind Englands „Blue Stilton“ oder Frankreichs „Roquefort“. Die Edelschimmelkultur wird zumeist als Penicillium bezeichnet. In der modernen Käseherstellung wird diese in flüssiger Form zugefügt. Die Pilzbildung wird dann durch das Pikieren gefördert und beschleunigt. Ursprünglich wurde der Schimmel in speziellem Brot kultiviert, das man getrocknet, pulverisiert und dem Bruch beigemengt hat.
Im Wesentlichen unterscheidet man Blau-, Rot- und Weißschimmelkäse. Beim Rotschimmel handelt es sich allerdings streng genommen nicht um einen Schimmel, sondern um ein Bakterium.